# Božetěch
Božetěch (zm. po 1096 r.) – czeski duchowny, artysta, opat klasztoru w Sázavie.
Božetěch w latach 1085-1095 (lub 1096) był opatem klasztoru w Sázavie. W trakcie jednego ze świąt postanowił koronować czeskiego księcia Wratysława II, co było przywilejem biskupa Pragi. Za karę biskup nakazał mu wyrzeźbić ukrzyżowanego Chrystusa naturalnych rozmiarów i zanieść go do bazyliki św. Piotra w Rzymie.
W 1097 r., razem z konwentem, został wypędzony przez Brzetysława II z klasztoru za sprawowanie w klasztorze liturgii w obrządku słowiańskim. Na ich miejsce książę sprowadził Benedyktynów z Břevnova.
Był on również rzeźbiarzem, malarzem i budowniczym. Rozbudował klasztor i kościół w Sázavie. Jest on najstarszym znanym z imienia artystą czeskim.